# Léonide Leblanc
Pour les articles homonymes, voir Leblanc.
Alexandrine Léonide Leblanc, née le 8 décembre 1842 à Dampierre-en-Burly (Loiret) et morte à Paris 8e le 31 janvier 1894, est une comédienne et autrice française. Elle est la fille d'Antoine Leblanc, journalier, et de Lucie Alexandrine Godeau,. Son surnom est « Mademoiselle Maximum ».
Actrice populaire, elle débute au théâtre des Variétés, avant de jouer au théâtre du Gymnase de 1862 à 1865, puis au théâtre du Vaudeville de 1867 à 1868 avant de jouer au théâtre de l'Odéon. Elle est aussi connue pour sa très grande beauté.

## Carrière
Elle est d'abord découverte au théâtre de Belleville par l'acteur Blondet, qui la met en relation avec les frères Cogniard alors à la tête du théâtre des Variétés. C'est là qu'elle commence sa carrière d'artiste. Elle devient rapidement célèbre, sa beauté surpassant ses qualités de jeu. Elle tient les rôles principaux dans des pièces de vaudeville telles que Paris qui dort, Le Mari aux neuf femmes, La Fille terrible, Deux anges gardiens. En 1861, on dit d'elle qu'elle est une « gracieuse et mignonne personne ». À partir de 1869, Léonide Leblanc s'attaque à la comédie dramatique au théâtre de la Porte Saint-Martin, en jouant dans La dame de Monsoreau. Après un passage à Londres, elle entre au théâtre de l'Odéon en 1871. Elle y joue dans la pièce La Maîtresse illégitime. Même si elle reste ainsi quelques années à jouer à l'Odéon, elle ne semble pas spécialement marquer les esprits des critiques, mis à part pour son rôle de la Du Barry dans Joseph Balsamo, ou encore pour le rôle principal dans Henriette Maréchal des frères Goncourt, pièce donnée le 3 mars 1885. À partir de la fin des années 1880, Léonide Leblanc figure sur la liste des pensionnaires de la Comédie-Française mais n'y tient jamais de rôle sur scène.
Elle meurt d'une longue maladie, dans une certaine indifférence. Ses obsèques se tiennent dans l'église Saint-Louis-d'Antin, et elle est inhumée au cimetière du Père-Lachaise le 3 février 1894.

## Réputation de demi-mondaine
Connue comme actrice, Léonide Leblanc l'est aussi comme demi-mondaine. Elle fait partie de ces actrices du Second Empire et de la Troisième République que l'on surnommait des « cocottes », ou des « grandes horizontales ». Fichée à la Brigade des mœurs de la ville de Paris, son protecteur le plus célèbre est le duc d'Aumale, fils du roi Louis-Philippe Ier, dont elle moquait ainsi la pingrerie : « Ces Orléans, vous ne les connaissez pas : ils en sont restés aux prix d'avant 48 ! ».
Elle fut aussi intime du jeune Georges Clemenceau.
« Elle a commencé fort jeune à entrer dans la vie galante. Née de parents pauvres, ayant le goût du théâtre, elle cabotine dans les petits théâtres. Elle couchait avec les machinistes, les souffleurs, les figurants... Cette femme a connu toutes les maisons de rendez-vous. Elle avait la passion des femmes... »
Si elle entretient de nombreuses relations avec différents hommes de la haute société, on lui connait aussi quelques relations lesbiennes. Les rapports émis par la préfecture de police de Paris la qualifient de « douairière, morphinomane et lesbienne ».

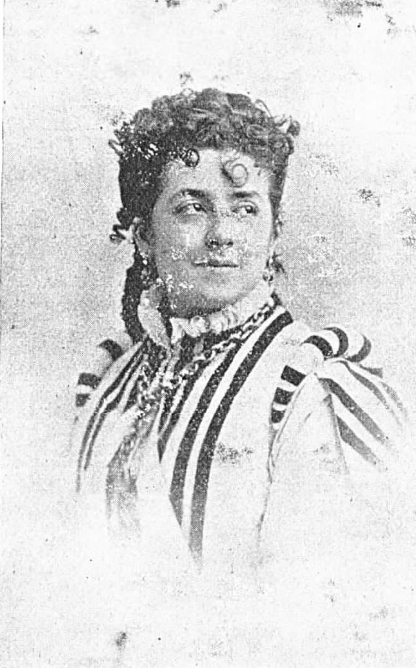
Cliché Disdéri.

Très célèbre en son temps, admirée et adulée du grand public parisien, Léonide Leblanc est notamment photographiée par Nadar, Marck, Léon Crémière, Reutlinger, Étienne Carjat, ou les frères Erwinn. En 1886, grâce à la protection et l'entremise du duc d'Aumale, Léonide Leblanc peut entrer au Théâtre-français, mais son administrateur général d'alors, Jules Claretie, lui interdit de monter sur scène aux côtés des acteurs et actrices de la Comédie-Française. Certains députés influents lui auraient alors demandé d'éviter de la faire monter sur scène car le nom de Léonide Leblanc aurait pu être raccroché à un scandale public : l'assassinat de la courtisane Marie Regnault, surnommée « Régine de Montille », assassinée le 18 mars 1887 par Henri Pranzini.
Grâce à ses différents « protecteurs », Léonide Leblanc amasse une petite fortune personnelle. Mais Léonide Leblanc reste également célèbre pour avoir fait « sauter la banque à Hombourg » : elle fut une grande amatrice des jeux d'argent,.

## Œuvres littéraires
- Les Joueuses, Paris, Librairie centrale, 1865, 245 p.
- Les Petites Comédies de l'amour, Paris, Librairie centrale, 1865, 239 p.

Léonide Leblanc préface l'ouvrage d'Alphonse Lemonnier Les Femmes de théâtre, édité à Paris en 1865 chez A. Faure.